# Borod (Romania)
Borod è un comune della Romania di 4 048 abitanti, ubicato nel distretto di Bihor, nella regione storica della Transilvania.
Il comune è formato dall'unione di 6 villaggi: Borod, Borozel, Cetea, Cornițel, Șerani, Valea Mare de Criș.
Borod ha dato i natali a Gabriel Țepelea (1916), scrittore e uomo politico.